# Lwowskie Towarzystwo Łyżwiarskie
Lwowskie Towarzystwo Łyżwiarskie, także Lwowskie Towarzystwo Łyżwiarzy – założone w 1869, uważane za pierwszy polski klub sportowy.

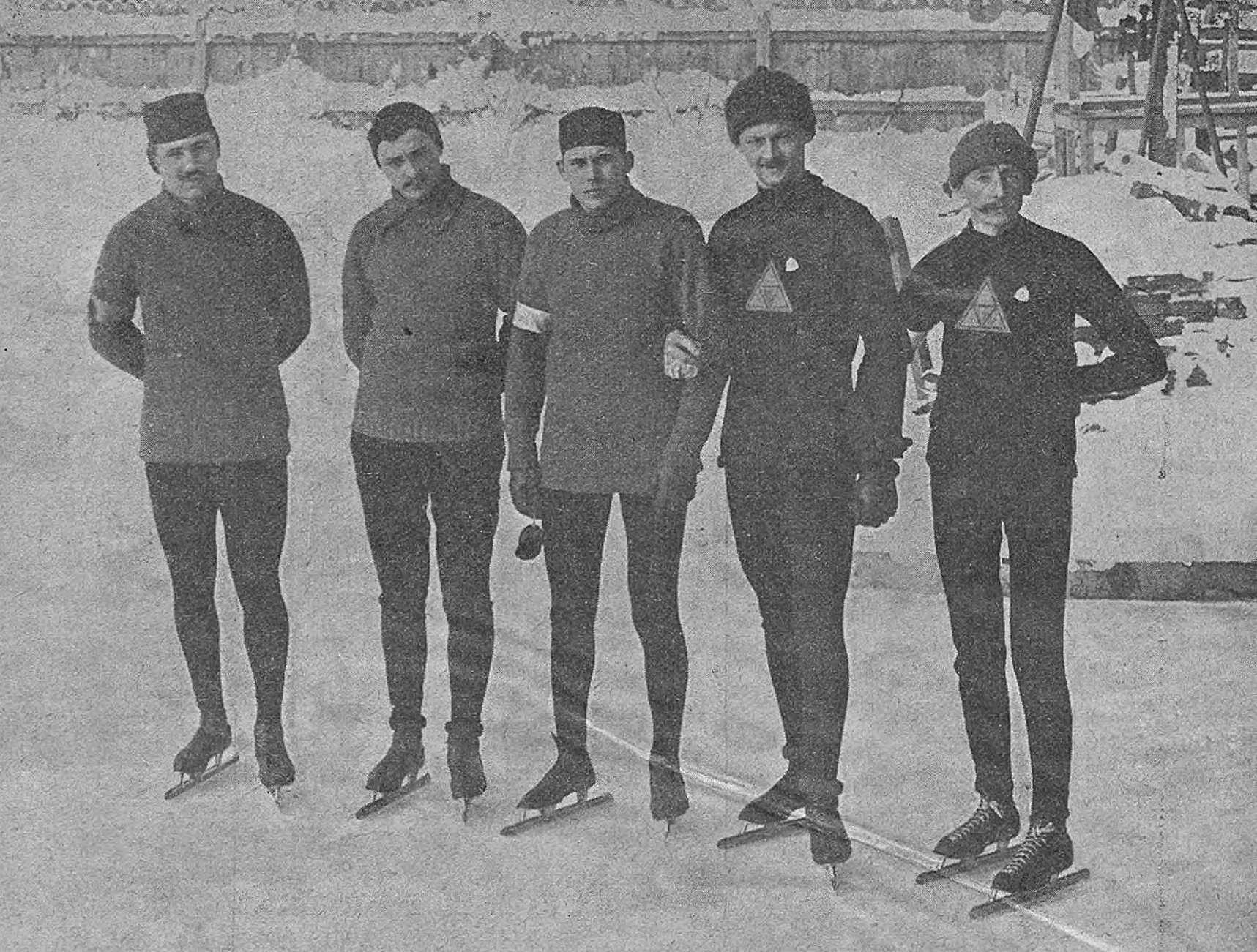
Łyżwiarz LTŻ na początku 1912

W 1909 prezesem LTŁ był Zygmunt Łaszowski.
Siedziba klubu mieściła się przy ulicy Pełczyńskiej 53 we Lwowie (późniejsza Wytowśkoho). W 1909 otwarto tam nowy tor łyżwiarski.
Lwowskie Towarzystwo Łyżwiarskie wspólnie z Warszawskim Towarzystwem Łyżwiarskim powołały Polski Związek Łyżwiarski.
W okresie II Rzeczypospolitej w ramach klubu działały sekcje łyżwiarstwa figurowego (reprezentantem był m.in. Tadeusz Kowalski) oraz hokeja na lodzie (zawodnikiem był Roman Sabiński). Drużyna hokejowa LTŁ uczestniczyła w mistrzostwach Polski w hokeju na lodzie 1928/1929.